# Хуже быть не могло
«Хуже быть не могло» (англ. Worst Case Scenario) — приключенческая передача на канале «Discovery Channel», в которой ведущий Беар Гриллс (англ. Bear Grylls) показывает как вести себя при различных природных катаклизмах, техногенных катастрофах, авариях и других нестандартных ситуациях.

## Описание
В программе описывается поведение и приёмы выживания при природных катаклизмах, техногенных катастрофах, авариях и других нестандартных ситуациях: аварии, пожары, нападение животных, спасение других людей и т. д.
О предстоящем выходе новой передачи было объявлено в январе 2010 года. Беар Гриллс, к этому моменту получивший широкую известность как ведущий программы «Выжить любой ценой», изначально должен был сняться в шести выпусках, показывающих, как можно выжить в потенциально опасных для жизни ситуациях только за счёт экспертного знания. В первых эпизодах Гриллс должен был выбраться из горящего небоскрёба, отразить нападение акулы и пумы, спастись из автомобиля, упавшего в воду или катящегося под откос с отказавшими тормозами, выбраться из полыньи на замёрзшем озере и без травм свалиться с лестничного пролёта. Темы программы совпадали с темами книг из одноименной книжной серии-бестселлера, а сами эпизоды снимались в стиле игровых фильмов с Гриллсом в главной роли. Автор книжной серии «Хуже быть не могло», Дэвид Боргенихт, стал и консультантом программы на канале Discovery.

## Список эпизодов
Передача впервые вышла в эфир 5 мая 2010 года. Последний, 12-й выпуск первого сезона вышел в июне того же года, второй сезон не снимался.

### Первый сезон
- S01E01 «Горящий автомобиль, Авария на воде»
- S01E02 «Линии электропередач, Нападение собак»
- S01E03 «Тонущая машина, Встреча со змеёй»
- S01E04 «Землетрясение»
- S01E05 «Неисправные тормоза. Нападение человека»
- S01E06 «В ледяной ловушке»
- S01E07 «Авария в пустыне. Тарантул»
- S01E08 «Падение лифта. В темноте»
- S01E09 «Трагедия на горном велосипеде. Спасайся бегством»
- S01E10 «Ярость на дороге. Обезумевшая толпа»
- S01E11 «Утечка газа. Человек в огне»
- S01E12 «Плен в собственном доме. Атака террористов»

## Критика
Несмотря на то, что как книги-источники, так и снятая по ним передача посвящены экстремальным ситуациям, возможным в реальной жизни, критик Guardian Джон Грейс, разбирая сборник выпусков, вышедший на DVD, предлагает относиться к «Хуже быть не могло» как к ситкому, иронизируя как над некоторыми самоочевидными с его точки зрения вещами, так и над советами, которые имеют мало общего с реальностью («если вы застряли в морозильной камере, обернитесь в полиэтиленовую плёнку и ешьте сырые яйца»). В целом, по словам Грейса, «хуже быть не может», если читателю придётся смотреть все выпуски передачи подряд. Другие критики сравнивали «Хуже быть не могло» с более популярным шоу Гриллса «Выжить любой ценой», делая выводы не в пользу новой программы, хотя причина критики могла быть различной — могла отмечаться как недостаточная реалистичность, так и недостаточная практичность даваемых советов (при том, что реализм ситуаций оценивался как более высокий, чем в параллельной программе).